# Mjövattnet
Mjövattnet is een plaats in de gemeente Skellefteå in het landschap Västerbotten en de provincie Västerbottens län in Zweden. De plaats heeft 54 inwoners (2005) en een oppervlakte van 15 hectare. De plaats ligt aan een rivier tussen de meren Mjövattsträsket en Fäbodträsket.